# Oxynoemacheilus simavicus
Oxynoemacheilus simavicus är en fiskart som först beskrevs av Balik och Banarescu, 1978.  Oxynoemacheilus simavicus ingår i släktet Oxynoemacheilus och familjen grönlingsfiskar. Inga underarter finns listade i Catalogue of Life.